# 東京都港湾局専用線

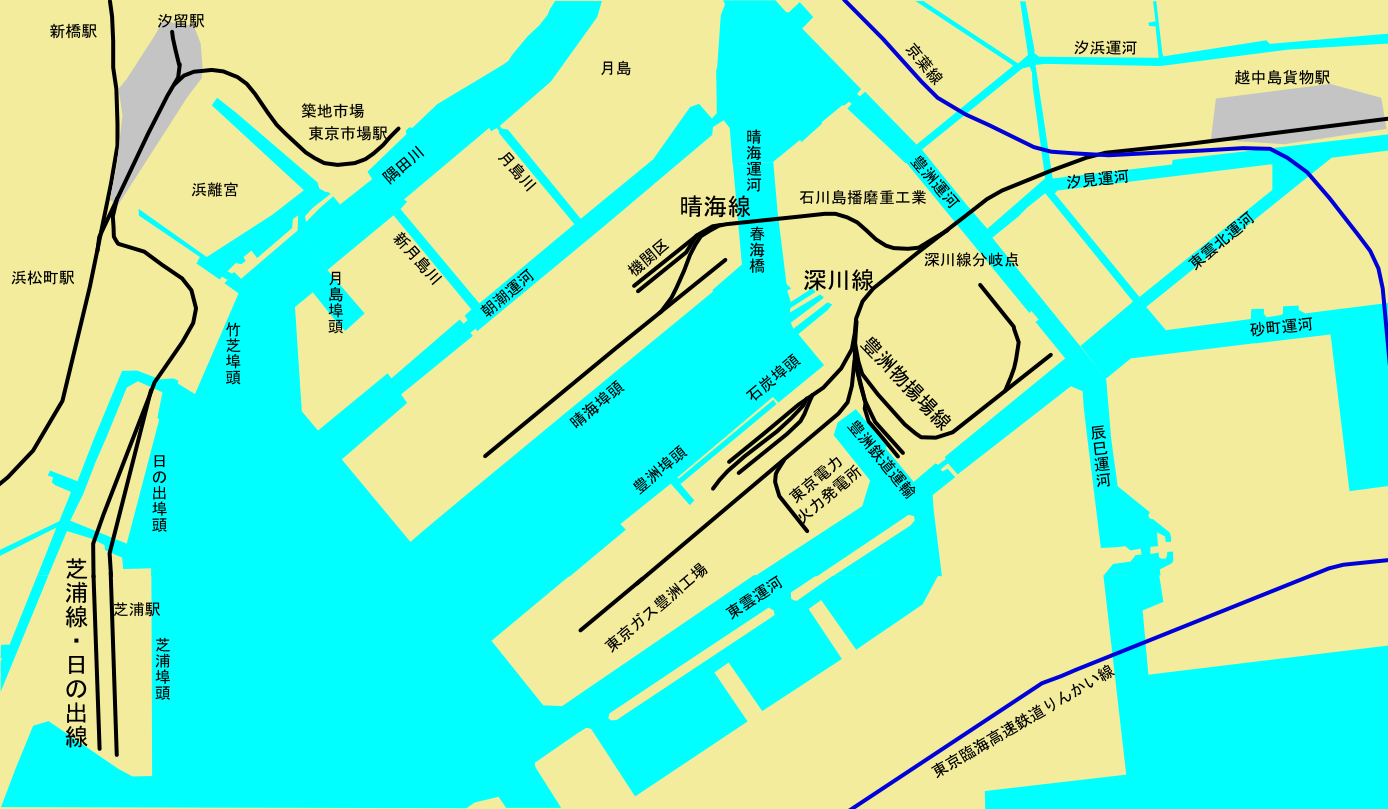
東京都港湾局専用線最盛期の路線網。参考として、1990年開業のJR京葉線と1996年開業の東京臨海高速鉄道りんかい線を含むが、これらの路線は専用線が使用されていた当時には未開業である。このほかゆりかもめもこの地図の範囲に1995年以降順次開業しているが、専用線と重なる部分が多いため省略している

東京都港湾局専用線（とうきょうとこうわんきょくせんようせん）は、かつて東京港に敷設されていた東京都港湾局運営の専用鉄道である。物流の主役がトラック輸送に移行したため1989年（平成元年）までに全廃となった。

## 歴史

### 東京港の整備の開始と芝浦駅の開設
東京においては、長らく対外貿易を横浜港に依存した体制が続いており、東京港の本格的な整備は遅れていた。これは、東京港が整備されて対外貿易を開始すると横浜港が衰退するとして、横浜港関係者から強い反対運動が繰り広げられていたこと、軍関係者が防衛上の理由から帝都への外国からの船の乗り入れを嫌ったことなどが理由として挙げられる。このため東京においては河川水運や荷車等を除けば、輸送をもっぱら鉄道に頼る時代が続いた。
しかし1923年（大正12年）に関東大震災が発生して陸上の交通網が壊滅すると、大規模な港を持たない東京では救援活動に大きな苦労をすることになった。これをきっかけに東京港の本格的な整備が開始されることになり、まず芝浦地区に日の出埠頭が建設され1926年（大正15年）3月に供用開始された。さらに1932年（昭和7年）に芝浦埠頭、1933年（昭和8年）に竹芝埠頭と順次整備が進められていった。この全長2.8 kmの「芝浦臨港線」は1928年（昭和3年）10月に着工し、工費27万円あまりを費やして1930年（昭和5年）7月に完成し、8月1日に日の出埠頭付近に貨物駅の芝浦駅が開業した。この路線は国鉄の営業線の扱いで、東海道本線の貨物支線とされた。また、当初は汐留駅から一旦浜松町駅付近に設置された引き上げ線まで進んで、そこから折り返す形で芝浦駅に向かう配線とされていた。首都高速道路や東海道新幹線の建設に伴う汐留駅改良工事を受けて、1962年（昭和37年）7月15日から汐留駅から芝浦駅へ直接入れるように線形が修正された。後にゆりかもめが1962年以降の臨港線経路にほぼ沿って建設されている。
東京港は長らく国内輸送に限定されてきたが、日中戦争の拡大に伴う大陸方面への輸送急増に対処するために、1941年（昭和16年）5月20日に対外開港となった。この時点では逓信省令別表により、中華民国・満洲国・関東州に対する貿易に限定されていたが、1948年（昭和23年）の港則法制定により制限は撤廃されている。
やはり日中戦争の拡大に伴い陸軍は芝浦埠頭を軍需用に利用することになり、芝浦駅から総延長4,179 mの専用線を芝浦埠頭まで延長して1941年（昭和16年）9月から軍専用として使用した。第二次世界大戦後、進駐軍は東京港の埠頭を接収して軍専用に利用し、臨港鉄道も同様に接収を受けた。1953年（昭和28年）から段階的に返還が始まり、1958年（昭和33年）に全面返還された。

### 越中島支線の建設
一方、総武本線の亀戸駅から分岐して2.1 km地点にある小名木川駅まで、総武本線の貨物支線が1929年（昭和4年）3月20日に開通した。小名木川駅も水運との連絡を大きな目的としていた。さらに東京市は越中島駅の整備を国鉄に要請したが、国鉄の財政事情から目処が立たなかったため、1938年（昭和13年）から東京市が自ら越中島駅用地の埋め立て工事に着手した。第二次世界大戦の勃発により資材と労働力が不足して工事は遅延したが、1944年（昭和19年）9月2日に埋め立て工事が完成して国鉄に敷地が引き渡された。1945年（昭和20年）3月には越中島駅まで線路の延長工事も完成したが、実際に越中島駅が正式開業したのは1958年（昭和33年）11月10日となった。この路線は小名木川支線あるいは越中島支線と通称される。また、京葉線の越中島駅が1990年（平成2年）3月10日に開業したのと同日に越中島支線の越中島駅は越中島貨物駅へ改称している。

### 豊洲・晴海地区の整備

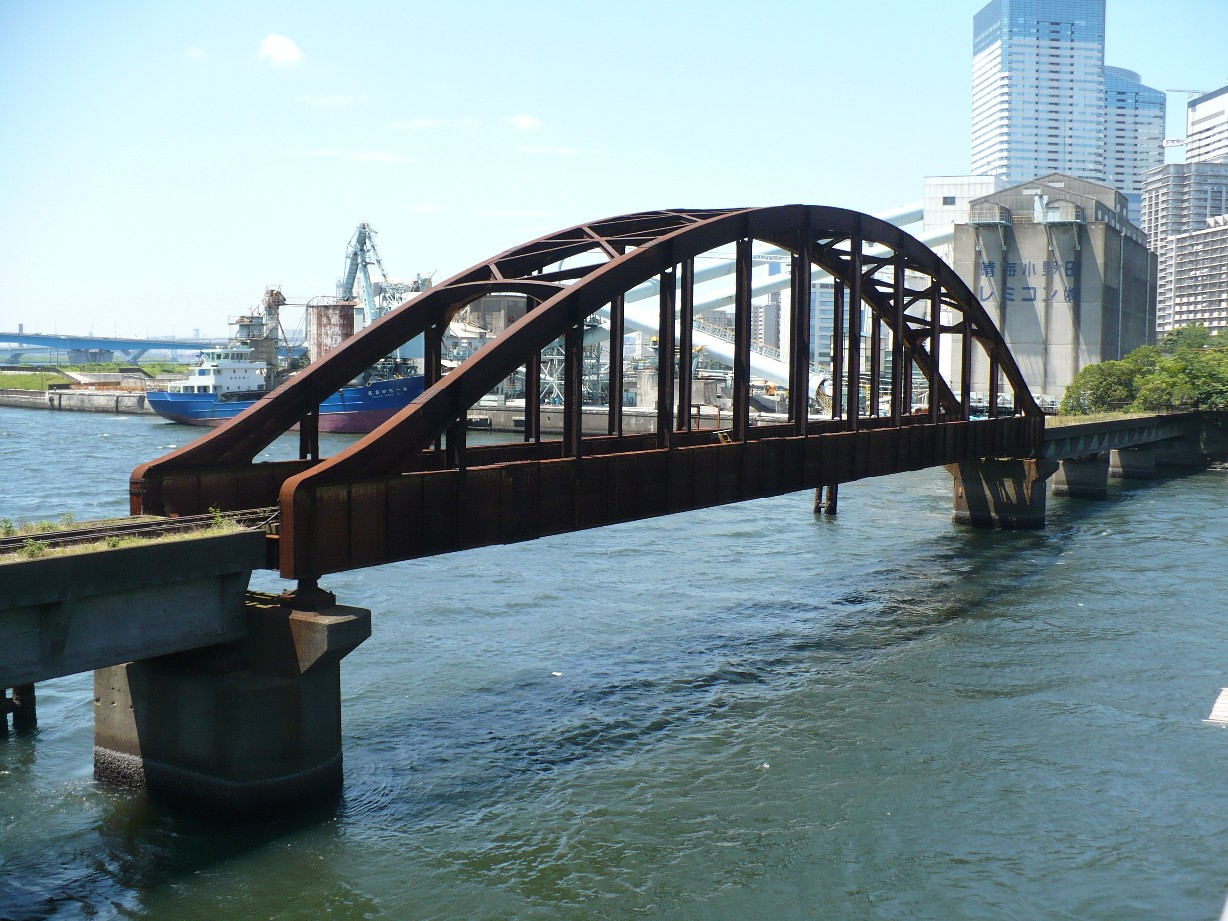
晴海運河に架かる東京都港湾局晴海線晴海橋梁、廃止後の様子（2009年撮影）

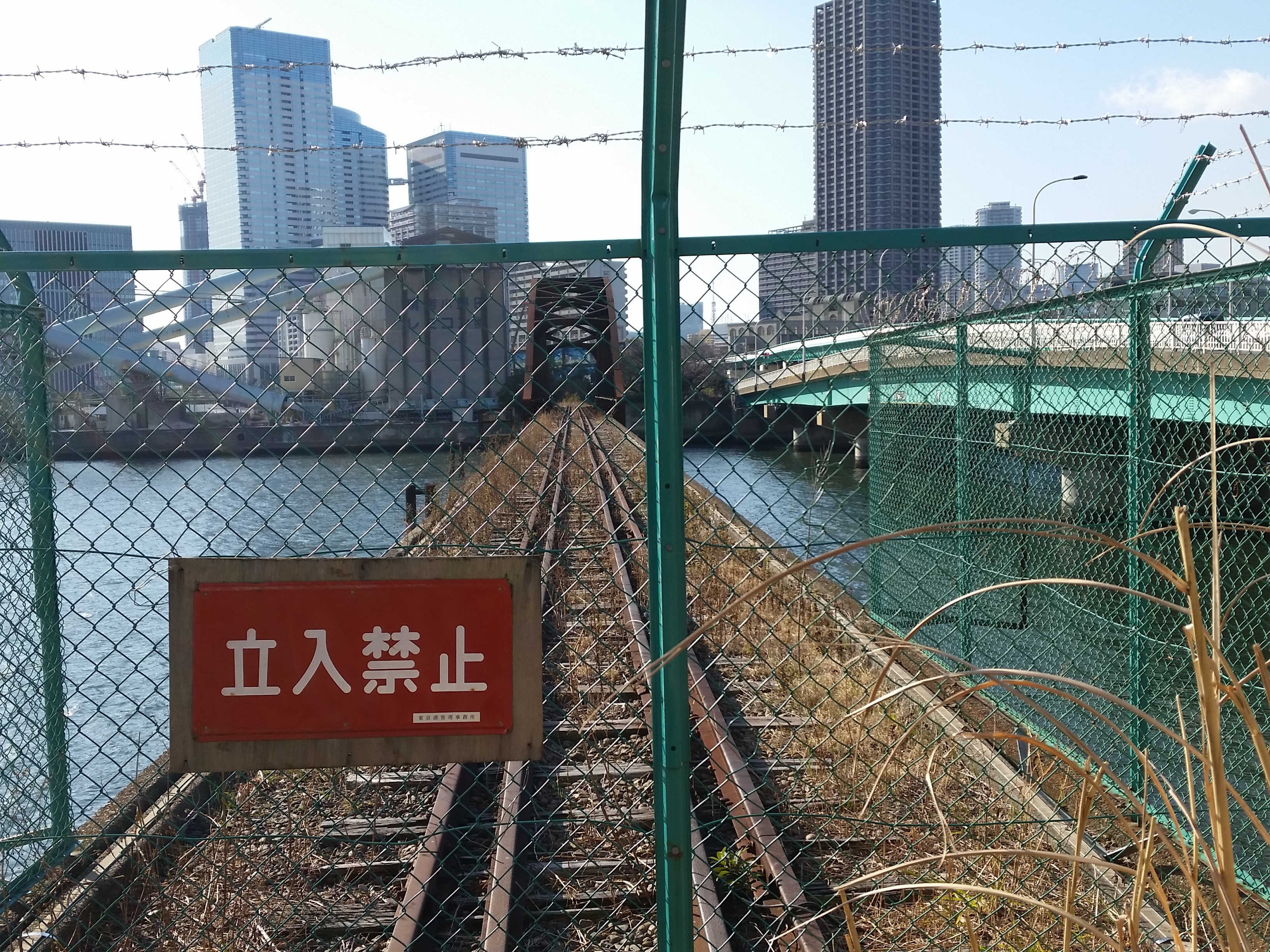
豊洲から晴海を見る（2015年撮影）

第二次世界大戦後、芝浦側の埠頭は進駐軍によりほぼ接収された。このために、大戦前から建設が進められていた豊洲埠頭の工事が1949年（昭和24年）から緊急に再開され、1950年（昭和25年）11月17日に石炭埠頭が供用開始された。これに合わせて1953年（昭和28年）7月20日に越中島駅から豊洲石炭埠頭まで延長2,590 mの深川線が開業した。この路線はしばしば豊洲線と呼ばれることもあるが、東京都の正式な名称では越中島から石炭埠頭までを通しで深川線と称している。この路線は、国鉄所有の機関車による運転で使用が開始された。当初は越中島駅が正式には未開業で、国鉄線は小名木川駅までの扱いであったため、小名木川駅分岐の東京都専用線という扱いで運行された。1958年（昭和33年）11月10日の越中島駅正式開業により越中島駅までが国鉄の営業線となり、越中島駅より南側が東京都の専用線として運行されるようになった。
東京都としては、こうした臨港鉄道は国鉄を主体として地元が応分の負担をする形で建設して、国鉄の営業線として運行管理をすることを当初から望んでおり、豊洲埠頭の路線も国鉄に移管し、晴海線は当初から国鉄によって建設してほしいと考えていたが、実際にはこれが実現することはなかった。こうした当初の考えとは逆に、東京都では1955年（昭和30年）から専用線を港湾設備の一部として整備していく方針を固めることになった。臨港線の運営主体をどうすべきか、監督官庁の所管の上からも問題となったことから、関係部局の協議の上で、1956年（昭和31年）7月に、国鉄・民鉄の営業線となっている路線以外は基本的に港湾設備として整備することが決定された。これにより運輸省でも鉄道局ではなく港湾局の所管となり、地方自治体においても交通や建設の部署ではなく港湾の部署の所管とされることになった。
こうして豊洲地区への臨港鉄道が伸びると、そこから分岐させる専用線の建設を希望する会社が続出し、次々に使用者が増えていった。
1955年（昭和30年）3月には、深川線から分岐して豊洲物揚場線（とよすものあげばせん）の最初の区間が開通した。その後順次延長工事が行われ、1959年（昭和34年）3月30日までに深川線分岐 - 豊洲物揚場間1,512 mが全通した。この豊洲物揚場線は深川線の一部として扱われている資料もある。この豊洲物揚場線は、将来的に東雲運河を横断して東雲、10号地（有明）方面への延長の起点となることも想定されていた。
豊洲地区では、富士倉庫運輸、大倉商事、豊洲鉄道運輸、東京ガスの4社が専用線を分岐しており、またこれ以外の会社による専用線の第三者使用もあった。深川線の主要な貨物は、コークス、石炭、鋼材、鉄鉱石、化学原料、雑貨などであった。
晴海地区の接収が解除されると、晴海運河を晴海橋梁で越えて晴海埠頭まで晴海線が建設され、1957年（昭和32年）12月17日に深川線分岐 - 晴海埠頭間が開通した。晴海線も、開通時は国鉄の機関車による運行であった。晴海地区では、小野田セメント、日本水産、日東製粉の3社が専用線を分岐しており、豊洲同様に第三者使用も行われていた。晴海線の主要な貨物は、新聞巻取紙、輸入小麦、大豆、セメント、雑貨などであった。
当初は国鉄の機関車による運行が行われていたが、まず1958年（昭和33年）5月8日から晴海における仕訳作業が東京都の手に移管された。東京都では、この業務を社団法人東京ポートサービス協会に委託した。1959年（昭和34年）4月1日には保線作業が東京ポートサービス協会委託となり、1960年（昭和35年）4月1日からは越中島駅から先の豊洲・晴海地区における運行すべてが東京ポートサービス協会によって行われるようになった。この後、組織の変更により1981年（昭和56年）4月1日から財団法人東京港サービス公社、1988年（昭和63年）4月1日から財団法人東京港埠頭公社が東京都港湾局専用線の運営を実施している。
1966年（昭和41年）10月1日には国鉄越中島駅の改良工事が完成し、小名木川駅で実施されていた貨車の仕訳と列車組成が越中島駅で実施されるようになった。
豊洲地区に立地した東京ガスのガス工場は、石炭を処理して都市ガスを生産し、副産物のコークスを出荷するという枠組みで稼動していた。このコークスの出荷は、1971年（昭和46年）時点で越中島駅の貨物取扱量の34%を占めるほどのもので、豊洲地区臨港線の主たる貨物であった。コークスはカーバイドの製造メーカー向けで、北陸本線の魚津駅まで毎日無蓋車45両の「とよす号」という専用列車が運転されていた。
1967年（昭和42年）の最盛期には年間170万トン（芝浦地区を含む）の貨物を輸送し、深川・晴海の両線で1日22往復の貨物列車が運転されていた。

### 芝浦地区の整備
一方、芝浦地区でも進駐軍による接収解除が進むと、東京都による臨港鉄道の整備が行われるようになった。旧陸軍および進駐軍が応急的に整備したものであった臨港線を引き継ぎ、東京都が改良工事を行って1959年（昭和34年）3月31日に芝浦埠頭の末端までの芝浦線が完成した。この路線が実際に供用開始されたのは1961年（昭和36年）4月1日からで、東京ポートサービス協会が運行を担当した。また日の出埠頭への路線も日の出線として整備され、1965年（昭和40年）4月1日から東京ポートサービス協会委託で正式営業が始まった。芝浦線、日の出線の主要貨物は、塩、肥料、セメント、雑貨などであった。また芝浦埠頭の整備に伴って、1963年（昭和38年）から1965年（昭和40年）にかけて、芝浦駅は日の出埠頭から芝浦埠頭に移転され、岸壁直背後の引き込み線を東京都専用線、山側の鉄道を国鉄営業線として整理された。

### 実現しなかった整備計画
東京都や国鉄は、さらなる臨港線の整備を計画していた。
東京地区の鉄道貨物輸送では、特に越中島貨物駅や総武本線方面からの貨物が東海道本線方面との間で輸送される際に何度も折り返し運転が必要なこと、大きな迂回経路を走行すること、通勤電車と線路を共用していて線路容量が限界に達していること、都心部に貨物列車が走行することなどのいくつもの問題を抱えていた。そこでこうした問題を解決する方策として東京湾岸貨物線の計画が立てられた。1960年代の構想では東京湾岸鉄道は塩浜操車場（川崎貨物駅） - 大井（東京貨物ターミナル駅） - 芝浦 - 越中島 - 葛南操車場（武蔵野線と京葉線の合流点に想定されていた操車場で市川塩浜駅付近に計画していた） - 蘇我 - 姉ヶ崎 - 木更津を結ぶことになっており、後に一部計画が変更されながら推進されて、実際に完成したところ、旅客線に転用されたところ、着工されなかったところなどに分かれることになった。
東京港地区では、晴海線から分岐して月島を経由し、築地市場の脇から汐留駅へ抜ける月島線の計画があった。これは東海道本線と豊洲・晴海方面の連絡を図ると共に、京浜工業地帯と京葉工業地域を結ぶ物流の大動脈となることも意図していた。また1960年代の東京湾岸貨物線の計画では、晴海埠頭と芝浦埠頭を結ぶ構想もあり、最終的に海底トンネルまたは可動橋とするとしても、一時的には鉄道連絡船による車両航送を行うことも検討されていた。しかし実際に着手されることはなく、計画のみに終わっている。月島線がたとえ実際に完成していたとしても、その目的は通勤・通学輸送に変質していただろうとの推測もある。このほかに、大井の貨物駅に汐留の中継機能を移転し、芝浦駅への連絡は大井貨物駅と汐留を結ぶ貨物線の途中から分岐するように変更する構想であった。
また、都心部を貨物列車が通過しなくても済むようにする目的では、湾岸の貨物線を含む東京外環状線の建設計画が進められ、実際に武蔵野線や東京貨物ターミナル駅などが完成した。湾岸貨物線についても着工されたが、着手された計画では新木場駅から有明、お台場を通って海底トンネルで八潮の東京貨物ターミナル駅に抜ける路線を建設することになっており、有明では貨物駅と臨港線も計画されていた。また、12号地（辰巳）に船車連絡埠頭、13号地（青海）外貨ライナー埠頭への鉄道などの計画もあった。有明貨物駅は東京港10号地に設置し、10号地・11号地・12号地・13号地・15号地周辺の発生貨物を取り扱い、年間133万トンの取り扱いを見込んでいた。また有明貨物駅から13号地へ2.4キロメートル、12号地へ1.6キロメートルの臨港貨物線を建設する構想であった。12号地の国鉄専用埠頭は越中島貨物駅の水扱い貨物施設の移転計画に伴うものであった。そして越中島貨物駅から京葉線への短絡のために、約6.7キロメートルにおよぶ南砂町線の建設が構想されていた。
しかし、鉄道貨物輸送の衰退にともなってこの計画は旅客輸送を重視したものへと変わり、千葉方面から新木場までの路線は東京駅への乗り入れ線を建設して京葉線となり、また新木場からお台場までの路線は、東京貨物ターミナルへの路線から分岐して大井町駅・大崎駅への路線を建設して東京臨海高速鉄道りんかい線と変わった。

### 臨港鉄道の衰退から廃止へ
このようにして、東京港の臨港鉄道は1965年（昭和40年）頃には線路総延長24 kmまで成長し、輸送量のピークを迎えた。しかしモータリゼーションの進展に伴い、機動性に優れたトラック輸送への転換が進み、輸送量は減少に転じた。エネルギー革命の進展に伴い、深川線の輸送量の大きな部分を占めていた東京ガスの輸送も1977年（昭和52年）7月に専用線が廃止となった。1976年の「東京港第3次改訂港湾計画」では、多くの鉄道計画が廃止となった。さらに1984年2月1日国鉄ダイヤ改正では、国鉄の財政再建のために操車場を経由した集結式輸送方式がほぼ廃止となったことから、貨物輸送の多くがコンテナ化されて、東京都の専用線へも大きな影響を与えた。以降は年間20万トン程度の輸送量に留まった。
こうしたこともあり、1985年（昭和60年）1月16日にはまず豊洲物揚場線が廃止となった。さらに芝浦線・日の出線への貨物線の接続元である国鉄汐留駅が廃止となる影響を受けて、1985年（昭和60年）3月1日に国鉄芝浦駅と東京都の芝浦線・日の出線が廃止となった。1986年（昭和61年）1月13日には深川線のうち、晴海線が分岐する地点から豊洲石炭埠頭までの間も廃止となった。最後まで残された晴海線も、1989年（平成元年）2月10日に廃止となり、東京都港湾局専用線は全廃となった。
廃止となった路線跡は多くが再開発されており、一部に線路敷地が残されているのみである。その中でも晴海運河に架かる晴海線の晴海橋梁は最大の遺構で、現在もそのまま残されている。長らく遺構の有効活用が提案されながらも動きがない状態となっていたが、2021年（令和3年）に東京都港湾局が修繕工事を施して遊歩道化すると発表、同年2月に修繕工事が始まった。また、2020年（令和2年）10月1日より利用を開始した東京BRTの晴海BRTターミナルは、晴海機関区の跡地を利用して造成された。

### 年表
- 1929年（昭和4年）3月20日 - 国鉄総武本線貨物支線亀戸 - 小名木川間開業、小名木川駅開設。
- 1930年（昭和5年）8月1日 - 国鉄東海道本線貨物支線汐留 - 芝浦間開業、芝浦駅開設。
- 1938年（昭和13年） - 越中島駅用地の埋め立て工事に着手。
- 1941年（昭和16年）
  - 5月20日 - 東京港が開港となる、中華民国・満洲国・関東州に限定。
  - 9月 - 陸軍の専用線が芝浦埠頭に敷設される。
- 1944年（昭和19年）9月2日 - 越中島駅用地を東京都が国鉄に引き渡し。
- 1945年（昭和20年）3月 - 小名木川駅の側線扱いで、越中島駅までの線路が敷設される。
- 1948年（昭和23年） - 港則法制定により東京港の貿易相手国の制限が撤廃される。
- 1950年（昭和25年）11月17日 - 豊洲石炭埠頭供用開始。
- 1953年（昭和28年）7月20日 - 深川線越中島駅 - 豊洲石炭埠頭間開業。
- 1955年（昭和30年）3月 - 豊洲物揚場線開業。
- 1957年（昭和32年）12月17日 - 晴海線深川線分岐 - 晴海埠頭間開通。
- 1958年（昭和33年）
  - 5月8日 - 晴海の貨車仕訳作業が国鉄から東京都に移管、東京ポートサービス協会が受託。
  - 11月10日 - 越中島駅開業
- 1959年（昭和34年）
  - 3月30日 - 豊洲物揚場線深川線分岐 - 豊洲物揚場間全通。
  - 4月1日 - 東京ポートサービス協会が専用線の保線作業を受託。
- 1960年（昭和35年）4月1日 - 東京ポートサービス協会が専用線の運行を担当するようになる。
- 1961年（昭和36年）4月1日 - 芝浦線芝浦駅 - 芝浦埠頭間開通。
- 1962年（昭和37年）7月15日 - 汐留駅から芝浦駅までの線路切り替え、直接進入となる。
- 1965年（昭和40年）4月1日 - 日の出線芝浦駅 - 日の出埠頭間開通。
- 1966年（昭和41年）10月1日 - 国鉄越中島駅改良工事完成、貨車仕訳と列車組成作業が小名木川駅から越中島駅に移転。
- 1981年（昭和56年）4月1日 - 東京ポートサービス協会から東京港サービス公社に委託先を変更。
- 1985年（昭和60年）
  - 1月16日 - 豊洲物揚場線廃止。
  - 3月1日 - 芝浦線、日の出線廃止、芝浦駅廃止。
- 1986年（昭和61年）1月13日 - 深川線の深川線分岐点 - 豊洲石炭埠頭間廃止。
- 1988年（昭和63年）4月1日 - 東京港サービス公社から東京埠頭公社に委託先を変更。
- 1989年（平成元年）2月10日 - 晴海線廃止、東京都港湾局専用線全廃。

## 路線
改廃が著しく、多くの引き込み線が分岐する臨港鉄道の性格上、東京都港湾局専用線のキロ程は資料によって相違が多く、はっきりとしていない。国鉄の1975年（昭和50年）現在の専用線一覧表によれば、作業キロは深川線が2.7 km、晴海線が3.6 km、芝浦線が2.0 km、日の出線が1.0 kmとされている。以下に専用線の施設一覧表を示す。線路延長で各路線の値を足して合計値に一致しないのは原資料のままである。
| 種別                 | 深川線 | 晴海線 | 芝浦線 | 日の出線 | 合計   |
| -------------------- | ------ | ------ | ------ | -------- | ------ |
| 線路延長（メートル） | 8,026  | 10,445 | 4,282  | 1,588    | 24,349 |
| 分岐器（箇所）       | 18     | 54     | 29     | 10       | 111    |
| 転轍双動機（組）     | 4      | 17     | 12     | 3        | 36     |
| 鉄道橋（橋）         | 2      | 1      | -      | 1        | 4      |
| 踏切警報機（基）     | 2      | 2      | 2      | 1        | 7      |
| 入換合図機（基）     | 3      | -      | -      | -        | 3      |
| 踏切遮断機（箇所）   | 2      | 1      | -      | -        | 3      |
| 転轍標識（組）       | 14     | 20     | 13     | 4        | 51     |
| 照明灯（箇所）       | 42     | 45     | 56     | 12       | 155    |
| 車止標識（箇所）     | 5      | 1      | -      | -        | 6      |

| 所属国鉄駅 | 専用者             | 専用線延長（メートル） | 貨物取扱量（トン） | 備考                 |
| ---------- | ------------------ | ---------------------- | ------------------ | -------------------- |
| 越中島駅   | 東京都（深川線）   | 8,381                  | 228,794            |                      |
| 越中島駅   | 富士倉庫           | 195                    | 7,419              |                      |
| 越中島駅   | 伊宗実業           | 165                    | 10,318             | 1971年度から大倉商事 |
| 越中島駅   | 豊洲鉄道運輸       | 2,817                  | 70,013             |                      |
| 越中島駅   | 東京鉄鋼埠頭       | 1,176                  | 53,173             | 1971年3月撤去        |
| 越中島駅   | 東京ガス           | 4,945                  | 357,537            |                      |
| 越中島駅   | 東京都（晴海線）   | 11,874                 | 370,330            |                      |
| 越中島駅   | 日東製粉           | 354                    | 120,008            |                      |
| 越中島駅   | 日本水産           | 128                    | 16,753             |                      |
| 越中島駅   | 小野田セメント     | 199                    | 15,126             |                      |
| 芝浦駅     | 東京都（芝浦線）   | 4,274                  | 126,131            |                      |
| 芝浦駅     | 東京都（日の出線） | 1,577                  | 237,927            |                      |
| 芝浦駅     | 日本セメント       | 599                    | 241,962            | 芝浦駅から直接分岐   |
| 芝浦駅     | 宇部興産           | 315                    | 3,523              | 芝浦駅から直接分岐   |
| 芝浦駅     | 日本冷蔵           | 434                    | 19,338             | 芝浦駅から直接分岐   |
| 芝浦駅     | 新和運輸           | 68                     | 1,780              | 芝浦駅から直接分岐   |
| 芝浦駅     | 鈴江組倉庫         | 209                    | 37,087             | 芝浦駅から直接分岐   |

東京都港湾局の専用線網は、港湾管理者直営の臨港鉄道としては日本最大の規模のものであった。これは、他の港では企業が自社で専用線を敷設するところが、消費地に面して多種多様の貨物を取り扱う東京港では公共性が高かったことから、東京都が直営で整備を行うことになった（類似のケースに苫小牧市営公共臨港線がある）ことや、臨港線を港湾設備として整備する方針が決まった1956年（昭和31年）以降に臨港鉄道の整備が進められたことなどが要因とされている。横浜港、大阪港、神戸港などでは第二次世界大戦前の時期に臨港鉄道が国鉄直営で整備されている。一方で重工業地帯に面する港では1960年代以降国鉄と荷主の出資による臨海鉄道の建設が進められていったが、東京港には重工業地帯が付随しなかった（民家が近かったため公害の問題があった）ことから臨海鉄道への移行も行われなかった。

## 運行
東京都港湾局専用線の運行は、当初国鉄の機関車により行われていたが、1958年（昭和33年）5月8日から晴海埠頭での貨車仕訳作業が東京都に移管され、東京ポートサービス協会に委託して業務が行われた。さらに国鉄の経営合理化のために専用線内での入換作業を行わない方針となり、越中島駅以南の専用線内の運行は東京都が担当することになり、やはり東京ポートサービス協会委託で1960年（昭和35年）4月1日から実施された。この後、組織の変更により1981年（昭和56年）4月1日から財団法人東京港サービス公社、1988年（昭和63年）4月1日から財団法人東京港埠頭公社が東京都港湾局専用線の運営を実施している。
こうした路線での運行を行うために、東京都港湾局は後述するように多数の機関車を用意していた。また、沿線の各企業は自前で入換機関車（スイッチャー）を用意しているところもあれば、場合によっては豊洲鉄道運輸に業務を委託しているところもあった。豊洲鉄道運輸は1956年（昭和31年）創業の鉄道運輸業そのものを本業とした企業で、主に豊洲地区において企業から受託して貨車の入換作業を行っていた。
東京都港湾局専用線では、通常の鉄道のように駅間のキロ程に基づく貨物運賃の徴収は行われていなかった。東京都の条例に基づき港湾施設の使用料として扱われており、貨物の表示トン数1トンを100 m移動させるごとにいくらという単位の設定がなされていた。
東京都港湾局専用線は、鉄道貨物輸送のうちのもっとも費用がかかる末端の部分を担当しており、広大なヤードにおける輻輳した動力車の運転、埠頭作業に合わせた仕分け作業など、手間のかかる作業ばかりが集まっていることから、収支バランスのとても厳しい事業であった。特に、重工業地帯では同じ種類の貨物を大量に取り扱うことで輸送単価を切り下げることができるが、東京港ではロットがまとまらない多品種多方面の雑多な貨物を扱っていたことから収支面に大きな影響があった。1960年（昭和35年）度から1967年（昭和42年）度までの統計では、営業係数がもっとも良かった年が109.8（1960年度）、悪かった年が180.4（1962年度）であった。1965年（昭和40年）度の収入は5584万1000円、支出は7900万8000円であった。

## 車両
東京都港湾局専用線では、東京都港湾局が合計9両のディーゼル機関車を所有していた。この他に豊洲鉄道運輸が4両、東京鉄鋼埠頭が1両、東京電力が1両を所有していた。
東京都港湾局のディーゼル機関車は、いずれもディーゼルをあらわすDに自重のトン数を組み合わせた形式が与えられていた。また個別番号は形式によらず通しの番号が付けられていた。ただし1号機は詳細な形式番号が不明である。1号機は加藤製作所1954年製B形8トン機で、豊洲の入換に用いられていた。D25-2は日本輸送機1957年製、D25-3は加藤製作所1958年製のいずれもC形25トン機で、豊洲の入換に用いられていた。D60-4は日立製作所1959年製B-B車軸配置の60トン機で、これは国鉄のDD13形に類似するが車体・エンジン出力ともDD13形よりやや大型の、専用線用としては大型の機関車であり、外観としては定山渓鉄道のDD450形や関東鉄道のDD502形に似ている。これとは別に外観がDD13の後期タイプに似た汽車製造1962年製D60-7、日立製作所1968年製D60-8の合計3両が深川線・晴海線における主力機関車であった。日立製作所1961年製のB-B車軸配置35トン機D35-5とD35-6は、それまで国鉄機に頼っていた芝浦線・日の出線を東京都直営で運行するために製造されたものであった。日本輸送機1969年製のB-B車軸配置35トン機D35-9はD35-5、D35-6とほぼ同型機で豊洲石炭埠頭の入換に用いられた。なお同線廃止後は浜川崎の東洋埠頭で2009年に廃止となるまでスイッチャーとして用いられた。
豊洲鉄道運輸は、田中土鉱機製の5トン機と酒井工作所1955年製B形7トン機の2両で発足した。1962年（昭和37年）に日本輸送機製B形15トン機を15-1として導入し5トン機を淘汰した。7トン機の老朽化が激しかったことから、1978年（昭和53年）12月に日本鋼管鶴見工場から日立製作所1957年製C形20トン機を購入して7トン機を淘汰した。
東京鉄鋼埠頭ではDDA0080という番号の、日立製作所1959年製C形25トン機を運用していた。また東京電力は無番号の汽車製造1955年製B形20トン機を運用していた。